# 勇士殺しのアースムンドのサガ
勇士殺しのアースムンドのサガ（古ノルド語: Ásmundar saga kappabana）とは、アイスランドに伝わる伝説のサガ（物語）の一つである。全10章からなる。
このサガは、本質的にはゲルマン語の叙事詩『ヒルデブラントの歌』の翻案ものであるが、ティルフィング伝説 (Tyrfing Cycle) になぞらえられている部分もある。
このサガの最後に登場する歌（エッダ詩）は、『ヒルディブランドの挽歌』と呼ばれている。
サクソ・グラマティクスの『デンマーク人の事績』には、このサガと瓜二つの物語が収められている。しかし登場人物の名前は全て違うものとなっており、たとえばヒルディブランドは「ヒルディゲル」(Hildiger) と呼ばれている。

## あらすじ
フン族の王ヒルディブランド (Hildebrandr) には、ヘルギ (Helgi) という息子がいた。ヘルギはスウェーデン王ブズリ (Buðli) の娘ヒルド (Hildr) と結婚し、一人の息子をもうけた。息子は父方の祖父によって育てられ、祖父の名を取ってヒルディブランドと名付けられた。
ヒルディブランドは偉大な戦士に育ち、「フン族の勇士」と呼ばれるようになった。彼の父ヘルギが戦死したとき、母方の祖父であるスウェーデン王ブズリがデンマーク王アールヴ (Álfr) に殺された。アールヴはヒルディブランドの母ヒルドを捕らえ、勇士アーキ (Áki) に与えた。アーキとヒルドの間には
アースムンド(Ásmundr) という息子が生まれた。
ヒルディブランドが父の死を知ると、彼はデンマークに向かい、アールヴを殺害し仇討ちを果たした。しかしアールヴにはエーサ (Æsa) という娘がおり、アースムンドは彼女に結婚を申し込んでいた。その王女はアースムンドに、ヒルディブランドを殺し彼女の父の仇討ちを果たせば結婚すると約束した。
ヒルディブランドを殺害するために、アースムンドはザクセンに向かった。ザクセンはヒルディブランドと彼の部下であるベルセルクたちに悩まされていた。数日間を要した一連の決闘 (holmgang) によって、アースムンドはヒルディブランドの部下の全員を下した。
この事がヒルディブランドの耳に入ると、彼は「ベルセルクの狂乱」にかられ、自身の息子を殺してしまった。ヒルディブランドがライン川を遡っているときにアースムンドと出会い、彼らは戦いを始めた。彼らの戦いは長時間に渡ったが、ヒルディブランドは重傷を受け、剣も折れてしまった。ヒルディブランドはアースムンドに歌を献げ、彼らが異父兄弟であることを明かし、自身の遺体をアースムンドの服で包んで埋葬してほしいと頼んだ。

## デンマーク人の事績
『デンマーク人の事績』「第7の書」では、次のような話が語られている。
スウェーデン人の戦士グンナルはノルウェー人の国ヤーテル（現在のイェーレン Jæren）に攻め込み、その国に圧政をしいた。洞窟に隠れていた王女ドロータは、グンナルに結婚を強要され、ヒルディゲルという息子を生む。ヒルディゲルは殺戮を好み、父に追放されたが、その後スウェーデン王アルヴェルに仕え、戦いに明け暮れていた。
スコーネの総督ボルカルはグンナルを殺し、ドロータを取り返して彼女と結婚し、二人の間にはハルダンという息子が生まれた。ハルダンはデンマークの王女グリータに結婚を申し込むが、グリータはハルダンが身分の低い血筋から出ていることと、口に戦傷があり醜いという理由で彼を拒絶した。彼は、自分はこの2つを覆す戦功を上げてくるので、自分が戻ってくるか死んだかはっきりと判るまで待っていてほしいと頼んだ。
その後スウェーデンとロシアの間で戦いが始まると、ハルダンはロシア側として参戦し、戦場でヒルディゲルと相対した。ヒルディゲルはハルダンが自分の異母兄弟と知っており、父グンナルの復讐心も抑え、ハルダンが自分の相手としては力不足であるとして退けようとした。しかしハルダンはヒルディゲルの代わりとして出てきた戦士を全て下し、2人は戦わざるを得なくなった。戦いの結果はハルダンの勝利に終わり、ヒルディゲルは2人が異父兄弟であると告白する歌をハルダンに献げた。
しかしデンマークではハルダンが殺されたという噂が広まっており、グリータはサクソーニアの貴族シーヴァルと結婚させられそうになっていた。そのことを聞いたハルダンはデンマークに戻り、式の初日に王城に現れ、グリータに歌を贈り、改めて求婚した。グリータは歌を返し、それを受け入れた。ハルダンはシーヴァルを殺し、またその場にいた者たちもほとんどがハルダンや外で待機していた彼の部下に殺された。その後2人は正式に結婚した。この2人の間に生まれた息子が、のちのハラルド戦歯王 (Harald Wartooth) である。
登場人物の対応は以下のようになる。
| 勇士殺しのアースムンドのサガ | デンマーク人の事績 | 立場                              |
| ---------------------------- | ------------------ | --------------------------------- |
| アースムンド                 | ハルダン           | 異父弟                            |
| ヒルディブランド             | ヒルディゲル       | 異父兄                            |
| ヘルギ                       | グンナル           | ヒルディブランド/ヒルディゲルの父 |
| ヒルド（ドローット）         | ドロータ           | 異父兄弟の母                      |
| アーキ                       | ボルカル           | アースムンド/ハルダンの父         |
| エーサ                       | グリータ           | アースムンド/ハルダンの結婚相手   |